# Abraxas nigrotincta
Abraxas nigrotincta là một loài bướm đêm trong họ Geometridae.